# Hypoestes vidalii
Hypoestes vidalii är en akantusväxtart som beskrevs av C. B. Cl.. Hypoestes vidalii ingår i släktet Hypoestes och familjen akantusväxter. Inga underarter finns listade i Catalogue of Life.